# فسفوکرآتین
فسفوکراتین (انگلیسی: Phosphocreatine) یا به اختصار «PCr» که با نام کراتین فسفات (CP) هم شناخته می‌شود، یک کراتین فسفریله است که منبعی از فسفات‌های پرانرژی جهت بازیافت آدنوزین تری‌فسفات در ماهیچه‌های اسکلتی، قلب و بافت مغز محسوب می‌شود و می‌توان به‌سرعت سوخت‌وساز شود. این ماده منبع تأمین انرژی عضلانی در فعالیت‌های بسیار شدید و کوتاه‌مدت (کمتر از ۳۰ ثانیه) مانند وزنه‌برداری، پرش‌ها، پرتاب‌ها و… که در طی آن فسفوکراتین (کراتین فسفات) تجزیه شده و فسفات آزاد شده از آن AMP را تبدیل به ADP و ATP کرده و انرژی لازم برای عضلات را تأمین می‌کند. اما چون ذخایر فسفوکراتین در عضلات بدن محدود است به همین خاطر این سیستم انرژی نمی‌تواند برای مدت طولانی انرژی عضلات بدن را تأمین کند، و باید از سیستم‌های دیگر تولید انرژی مانند سیستم گلیکولیز بی هوازی قندها و سیستم هوازی سوختن قندها و چربی‌ها استفاده شود.